# Legendia Śląskie Wesołe Miasteczko
Koordinaten: 50° 16′ 33″ N, 18° 59′ 28″ O
Legendia Śląskie Wesołe Miasteczko ist ein polnischer Freizeitpark in Königshütte (pl.:Chorzów) in der Woiwodschaft Schlesien, der 1956 als Śląskie Wesołe Miasteczko eröffnet wurde.

## Achterbahnen
| Name                           | Hersteller | Typ                             | Eröffnungsjahr   | Bemerkungen | Weblinks |
| ------------------------------ | ---------- | ------------------------------- | ---------------- | --- | -------- |
| Devil’s Loop / Diabelska Pętla | Soquet     | Stahlachterbahn mit Inversionen | 2007             | Ursprünglich 1988 als Soopa Loopa in Lightwater Valley eröffnet. Befand sich dort bis 1994, danach von 1995 bis 2006 als Twin Looper in American Adventure Theme Park. Zur Eröffnung in Legendia fuhr die Bahn zunächst unter dem Namen Tic-Tac Tornado, wurde zwischen 2010 und 2012 dann allerdings in Tornado umbenannt. |          |
| Dream Hunters Society          | unbekannt  | Zyklon                          | 2003 oder früher | Ursprünglich als Cyklon eröffnet, wurde die Bahn 2017 innerhalb des Parks versetzt und die Thematisierung wurde angepasst. |          |
| Lech Coaster                   | Vekoma     | Stahlachterbahn mit Inversionen | 2017             | Erste Auslieferung vom Modell Bermuda Blitz des Herstellers. |          |

### Ehemalige Achterbahnen
| Name                            | Hersteller                 | Typ                           | Eröffnungsjahr   | Schließungsjahr | Bemerkungen | Weblinks |
| ------------------------------- | -------------------------- | ----------------------------- | ---------------- | --------------- | --- | -------- |
| Blizzard                        | Cavazza Diego oder Top Fun | Familienachterbahn            | 2008             | 2010            | Ursprünglich als Blizzard in Coney Beach Pleasure Park eröffnet. Nach der Schließung wurde die Bahn von 2019 bis 2022 als Sand Storm in Joyland Amusement Park betrieben.                                           |          |
| Funny Mouse                     | unbekannt                  | Big Apple, Familienachterbahn | 2007             | 2010            | |          |
| Kosmos Coaster                  | unbekannt                  | Familienachterbahn            | 2003 oder früher | 2013            | Früherer Name der Bahn war Mini Roller Coaster. |          |
| Roller Coaster / Kolejka Górska | Cezary Borowiak            | Familienachterbahn            | 2010             | 2013            | |          |
| Scary Toys Factory              | unbekannt                  | Zyklon                        | 2015             | 2016            | Ursprünglich 2012 als Himalaia in Sommerland Syd eröffnet. Von 2015 bis 2016 wurde sie dann in Legendia als Himalaya betrieben, bevor sie 2017 innerhalb des Parks versetzt und die Thematisierung angepasst wurde. |          |